# Être ou ne pas être canardé
Pour plus de détails, voir Fiche technique et Distribution.
Être ou ne pas être canardé (To Duck or Not to Duck) est un dessin animé Looney Tunes de 1943, réalisé par Chuck Jones et mettant en scène Daffy Duck et Elmer Fudd lors d'une chasse au canard sur un lac, qui se termine par un combat de boxe entre eux.

## Résumé

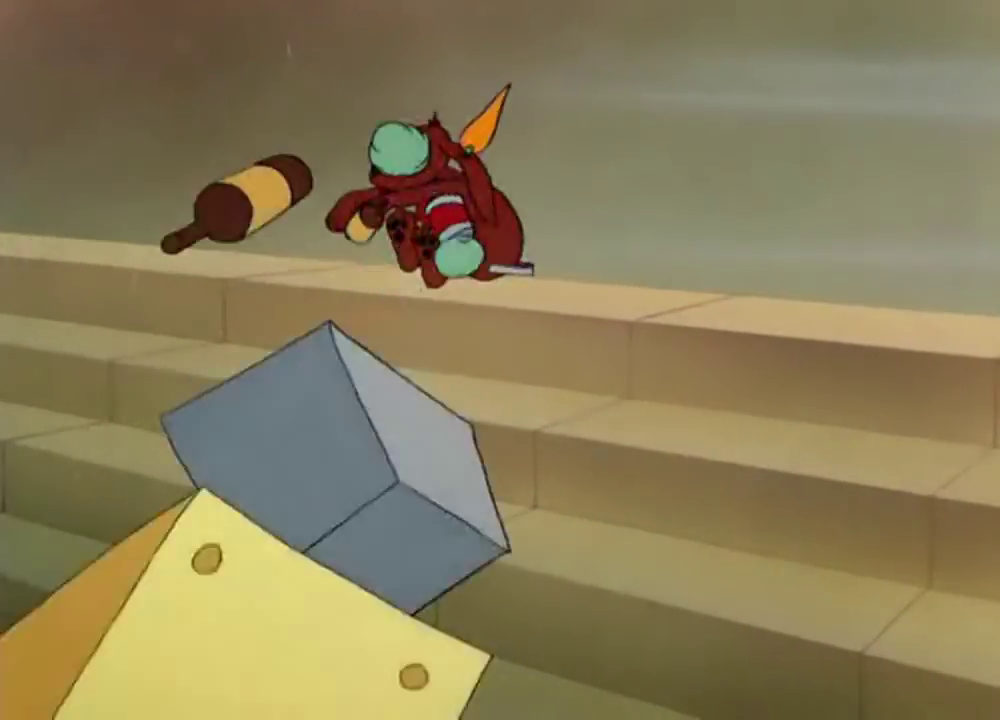
Laramore, le chien d'Elmer, qui a osé protester, reçoit sur le museau un monceau d'objets envoyés par les canards.

La chasse aux canards est ouverte. Daffy vole paresseusement dans le ciel et se moque des chasseurs qui le rate (« tir loupé »). Mais après une ultime bravade, il se fait tirer sur le croupion. Il joue le mourant, puis tombe comme un avion en flammes pour s'écraser au sol. Le chien d'Elmer, Laramore, veut le ramener à son maître. Soudain, Daffy se réveille alors que le chien le prend dans sa gueule. Daffy lui reproche sa brutalité et lui rend la pareille : il prend violemment le chien à son tour dans son bec. Après cette leçon, il ouvre la gueule du chien et s'y place de lui-même. Laramore rapporte le canard à Elmer, qui se félicite d'être un grand chasseur « sportif ». Daffy se révolte contre cette affirmation. Il commence par faire pleurer Elmer sur son sort de pauvre canard sans défense, puis lui reproche de manquer de fair-play. Il échange les rôles, lui prend son fusil, puis ses vêtements. Emporté dans sa verve à démontrer qu'il est sans défense face au chasseur, il « ouvre » ses plumes, mais on s'aperçoit qu'il porte un gilet pare-balles dessous ! Malgré cela, Daffy défit Elmer en un « vrai » sport fair-play : un match de boxe. Ce match est en fait organisé par tous les canards du lac amis de Daffy et est complètement truqué. Le chien, seul supporter d'Elmer, se fait copieusement lapider par la foule des canards qui huent son maître Elmer. L'arbitre, un gros canard soi-disant impartial, se moque d'Elmer et glorifie Daffy. Sous prétexte de montrer les coups interdits dans le règlement, il bourre Elmer de ces coups, et Daffy fait de même. Daffy joue au jeu de la devinette avec son opposant, et Elmer y « gagne » un coup de masse sur la tête. L'arbitre en profite pour déclarer Daffy vainqueur. Elmer, encore sous le choc, se venge cependant en reproduisant l'arnaque des « coups interdits » sur Daffy et l'arbitre.

## Fiche technique
- Animation : Robert Cannon, Ken Harris (non crédité)
- Musique : Carl W. Stalling (directeur de la musique), Milt Franklyn (orchestration, non crédité)
- Montage : Treg Brown (non crédité)
- Production : Leon Schlesinger
- Société de distribution : Warner Bros. Pictures
- Format : 1,37 :1 - Technicolor
- Sortie : 6 mars 1943 aux États-Unis
- Langue originale : anglais

## Doublage français

### Premier doublage (années 1970)
- Pierre Trabaud : Daffy Duck et Elmer Fudd

### Doublage alternatif (1986)
- Pierre Trabaud : Daffy Duck
- Francis Lax : Elmer Fudd

### Redoublage (1996)
- Patrick Guillemin : Daffy Duck
- Patrice Dozier : Elmer Fudd